# بيت الاستثمار الخليجي
بيت الاستثمار الخليجي هي شركة كويتية تقدم الخدمات المالية، تأسست في عام 1998، ويقع مقرها في مدينة الكويت.